# Cavalcade of Glee and Dadaist Happy Hardcore Pom Poms
Cavalcade of Glee and Dadaist Happy Hardcore Pom Poms è un album in studio del musicista breakcore canadese Venetian Snares, pubblicato nel 2006.

## Tracce
1. Donut – 4:38
2. Swindon – 5:26
3. Pwntendo – 4:19
4. XIII's Dub – 3:47
5. Vache – 5:03
6. Plunging Hornets – 5:09
7. Twirl – 4:28
8. Tache – 6:27
9. P – 2:10
10. Cancel – 6:54